# Aleuroclava maximus
Aleuroclava maximus là một loài côn trùng cánh nửa trong họ Aleyrodidae, phân họ Aleyrodinae.
Aleuroclava maximus được Qureshi miêu tả khoa học đầu tiên năm 1982.